# De todos modos Juan te llamas
De todos modos Juan te llamas és una pel·lícula mexicana dirigida per Marcela Fernández Violante

## Sinopsi
El moviment cristero, conegut com la guerra religiosa, desenvolupat a l'Occident de Mèxic entre 1926 i 1929. Les seves causes, els seus esdeveniments i el comportament dels principals personatges d'aquest episodi, que il·lustra la dinàmica social d'aquesta època

## Argument
En 1926 esclata la "Guerra Cristera"", conflicte entre el Clergat i l'Estat mexicà que durarà tres anys, i el qual acabés quan el govern i l'Església arribin a un acord. El general Guajardo, encarregat de fer complir les disposicions del govern en la zona rural, ordena l'empresonament dels sacerdots i la repressió de la gent després de la seva esposa, Beatriz, és assassinada a l'interior d'un temple. Arran de la repressió i l'empresonament, sacerdots i pagesos s'aixequen en armes. Mentrestant, el general Guajardo s'ha d'encarregar de l'educació dels seus fills, Andrés, Gabriel i Armada, qui s'involucraran en les diferents tendències polítiques que van donant-se pel país. Al mateix temps comença la campanya electoral de dos candidats a la presidència, els qui seran assassinats per deixar-li el camí net al general Álvaro Obregón per a reelegir-se. GGuajaro s'adona que per a mantenir la posició privilegiada i de poder que té haurà d'aliar-se amb els interessos que tenen els nord-americans perquè s'acabi la Guerra Cristera; això ocasiona que el seu nebot, el coronel Bonilla, l'enfronti pel seu oportunisme i després sigui assassinat per ordres del general.

## Producció
La filmació va començar el 21 de novembre de 1974, va durar quatre setmanes, a Tulancingo, i en l'Ex Convent Agustí San Miguel Arcàngel de Acatlán de l'estat d'Hidalgo. Va tenir un cost de 600 mil pesos i va ser estrenada el 23 de desembre de 1976 al cinema París.

## Repartiment
- Jorge Russek com Gerardo Guajardo.
- Juan Ferrara com el Coronel Gontrán Bonilla.
- Rocío Brambila com Armada Guajardo.
- Patricia Aspíllaga com Beatriz Guajardo.
- José Martí com el cura.
- Salvador Sánchez coo el General Gómez.
- Pilar Souza com Eduviges.
- Ramón Menéndez com el cònsol Harry Lynch.
- Jorge Fegan com el General Escobedo.
- Carlos Rotzinger com el General Soriano.
- Manuel Dondé com Melquiades.[1]/

## Premis i reconeixements
Premis Ariel
| Categoria                  | Persona                                                 | Resultat   |
| -------------------------- | ------------------------------------------------------- | ---------- |
| Millor Pel·lícula          | Millor Pel·lícula                                       | Nominada   |
| Més ben Director           | Marcela Fernández Violante                              | Nominada   |
| Millor Actriu              | Rocío Brambila                                          | Guanyadora |
| Millor Actriu              | Patricia Aspíllaga                                      | Nominada   |
| Millor Actor               | Jorge Russek                                            | Guanyador  |
| Millor Actor               | Juan Ferrara                                            | Nominat    |
| Millor Guió Cinematogràfic | Marcela Fernández Violante Adrián Palomeque Mitl Valdez | Nominats   |
| Millor Argument Original   | Marcela Fernández Violante Adrián Palomeque Mitl Valdez | Nominats   |
| Millor Edició              | Marcelino Aupart                                        | Nominat    |
| Millor Música              | Mili Bermejo                                            | Nominada   |
| Millor Ambientació         | Marcela Fernández Violante                              | Nominada   |